# 이경민 (2003년)
이경민(李炅旻, 2003년 5월 4일 ~ )은 대한민국의 축구 선수이다. 포지션은 골키퍼이다.